# Ginglymostomatidae
La famigliadei Ginglymostomatidae (dal greco γίγγλυμος = cerniera e στῶμα = bocca) comprende quattro specie di squali conosciuti principalmente come squali nutrice.
Se molestati, questi squali divengono pericolosi per l'uomo.

## Tassonomia
La famiglia comprende i seguenti generi e specie:
- Ginglymostoma Müller & Henle, 1837
  - Ginglymostoma cirratum (Bonnaterre, 1788)
  - Ginglymostoma unami Del Moral-Flores, Ramíz-Antonio, Angulo & Pérez-Ponce de León, 2015

- Nebrius Rüppell, 1837
  - Nebrius ferrugineus (Lesson, 1831)

- Pseudoginglymostoma Dingerkus, 1986
  - Pseudoginglymostoma brevicaudatum (Günther, 1867)